# Uruguay (buque)
El Uruguay, inicialmente Eva Perón, fue un buque de pasajeros de la marina mercante argentina, que sirvió en la Flota Argentina de Navegación de Ultramar entre 1951 y 1961; y en la Empresa Líneas Marítimas Argentinas entre 1961 y 1972.

## Historia
Este buque (junto a sus gemelos, 17 de Octubre y Presidente Perón) fue construido por Vickers-Armstrong de Inglaterra por pedido del IAPI. Su diseño consistía en un buque de pasajeros con bodegas para el transporte de carnes. Entró en servicio en 1951 con la Flota Argentina de Navegación de Ultramar (FANU). Fue transferido a la Empresa Líneas Marítimas Argentinas (ELMA) en 1961, le dieron la baja en 1968 y terminó desguazado.